# Jason Thirsk
Jason Thirsk (nacido Jason Matthew Thirsk; Hermosa Beach, California, 25 de diciembre de 1967 - 29 de julio de 1996) fue un músico estadounidense conocido por ser el bajista original de la banda de punk rock Pennywise.

## Biografía
Thirsk era un gran aficionado de Kiss en su infancia y en el instituto se interesó mucho por la música punk rock con bandas como Black Flag, The Damned o Bad Brains.
Formó Juvenile Deliquents, su primera banda con tres amigos, pero no tuvo demasiado éxito y probó formando Syndicate, a la que rápidamente le siguió P.M.A., una banda que tuvo cierto éxito local y cuyo nombre fue influido por la canción de Bad Brains del mismo nombre que quería decir "positive mental attitude". P.M.A. basaba su repertorio en versiones de otros grupos de punk, pero lo dejó porque quería tocar sus propias canciones.
En 1988 forma Pennywise junto a Jim Lindberg, Fletcher Dragge y Byron McMackin. Con Pennywise grabó 3 discos y dos EP. Bro Hymn, uno de los himnos de la banda, fue escrito por Thirsk en homenaje a sus amigos Tim Colvin, Carlos Canton y Tom Nichols, fallecidos trágicamente en un accidente de coche.
En 1996 Jason se suicida con un arma de fuego, lo que le lleva a morir desangrado en su propia casa. Un año después, la banda dedicó el álbum "Full Circle" a Jason Thirsk. En este disco la banda vuelve a grabar Bro Hymn, la canción escrita por Thirsk, cambiando el nombre por Bro Hymn Tribute y sustituyendo la parte que decía "Canton, Colvin, Nichols, this one's for you" ("Canton, Colvin, Nichols, ésta va para vosotros") por "Jason Matthew Thirsk this one's for you..." ("Jason Matthew Thirsk ésta va para ti..."). Su hermano, Justin Thirsk y batería de la banda de punk rock y punk pop 98 Mute, participa en la grabación de esta canción-tributo tocando la batería y haciendo los coros.
Su profesor de bajo, Randy Bradbury, ocupa su lugar en Pennywise desde su fallecimiento.